# ФБ Гулбене
ФБ Гулбене (преди ФБ Гулбене-2005) е латвийски професионален футболен клуб от град Гулбене.
Отборът играе домакинските си мачове на стадиона на Спортен център Гулбене, който разполага с капацитет от 1500 места. Клубът е известен с контактите си с японски специалисти в сферата на футбола. Отборът е основан през 2005 година, а клубните цветове са оранжево и черно.

## Връзки и източнци
- Официален сайт[неработеща препратка]
- Сайт на ЛФФ
- Профил в transfermarkt.de